# Aiguilles de Port-Coton
Die Aiguilles de Port-Coton sind einige Felsnadeln im Meer, die einer der bedeutendsten Orte im Département Morbihan in der Bretagne sind und sich in der Nähe der Stadt Bangor befinden.

## Lage
Sie liegen an der Côte sauvage (Côte ouest) von Belle-Île, im Süden von Port Coton, nicht weit vom grande phare und von Port-Goulphar. Die Aiguilles de Port-Coton gehören zur Stadt Bangor. Sie sind einfach zu betrachten von der Kreisstraße 190 aus, die auf einem Parkplatz endet, der auf gleicher Höhe und direkt gegenüber den Inseln liegt.

## Beschreibung

Aiguilles de Port-Coton bedeutet übersetzt „Die Nadeln des Baumwollhafens“. Die Port Coton ist in einer spitz zulaufenden Bucht, die auf einen kleinen Strand mit grobem Sand endet, die von Land aus nicht zu erreichen ist. Die Felsnadeln verlängern die südliche Abbruchkante dieser Bucht.
Die Felsen, die die Felsnadeln von Port Coton bilden, regen die Vorstellungskraft der Betrachter an, die glauben, sie erkennen ein kleines Mont-Saint-Michel (Abtei), einen jaulenden Hund oder Wolf, ein brütendes Huhn, eine Sphinx oder sogar eine Büste von Ludwig XIV.
Der Name Port Coton (dt. „Baumwollhafen“) kommt von der hochschwappenden Gischt der Wellen auf den Felsen bei starkem Seegang. Diese Gischt ähnelt einem Tuch aus Baumwolle.

## Port Coton in Gemälden
Die Felsennadeln von Port Coton waren das Thema vieler renommierter Künstler, Claude Monet 1886, John Peter Russell 1890, Charles Cottet 1900.

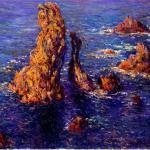
Claude Monet
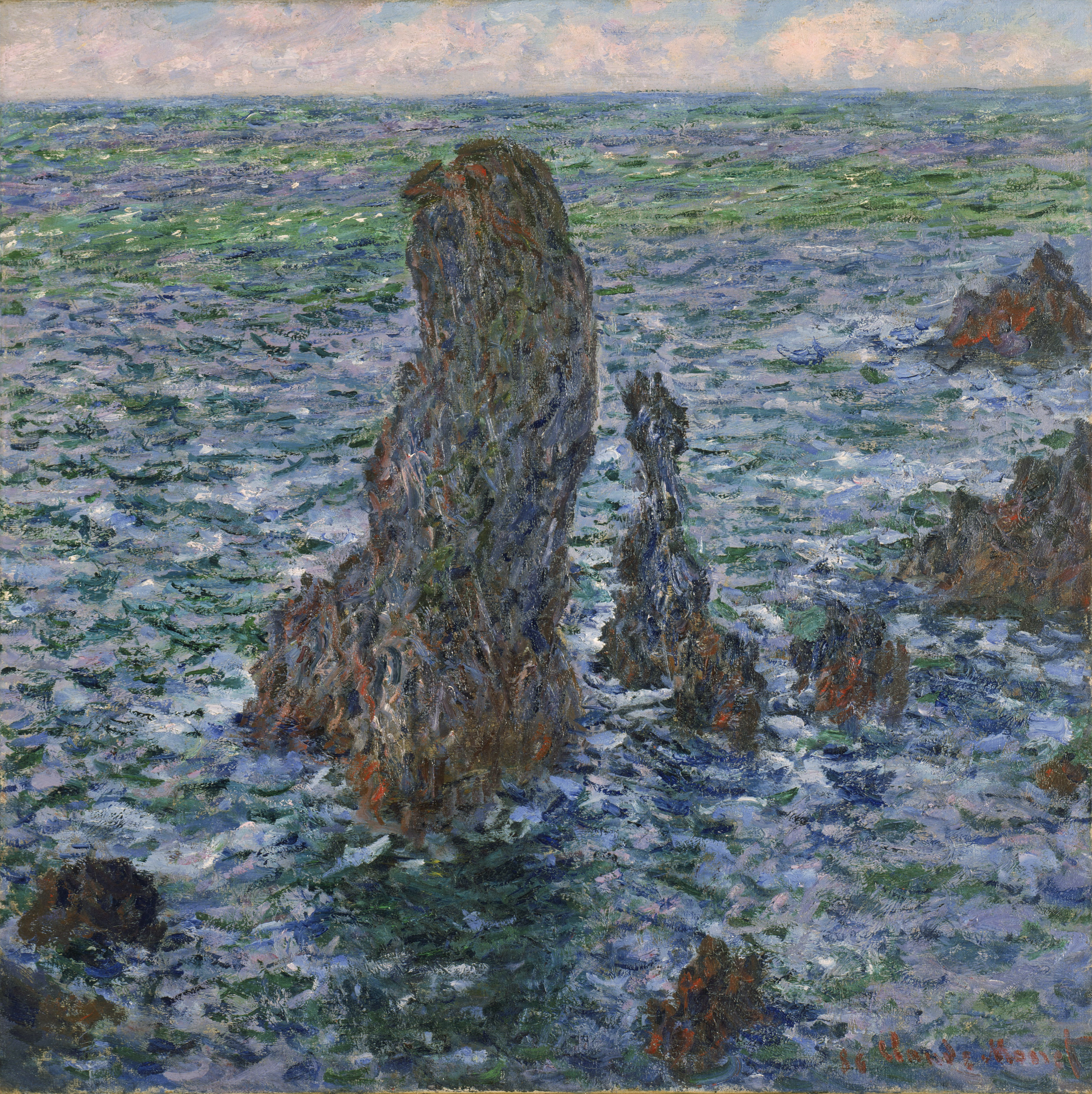
Claude Monet
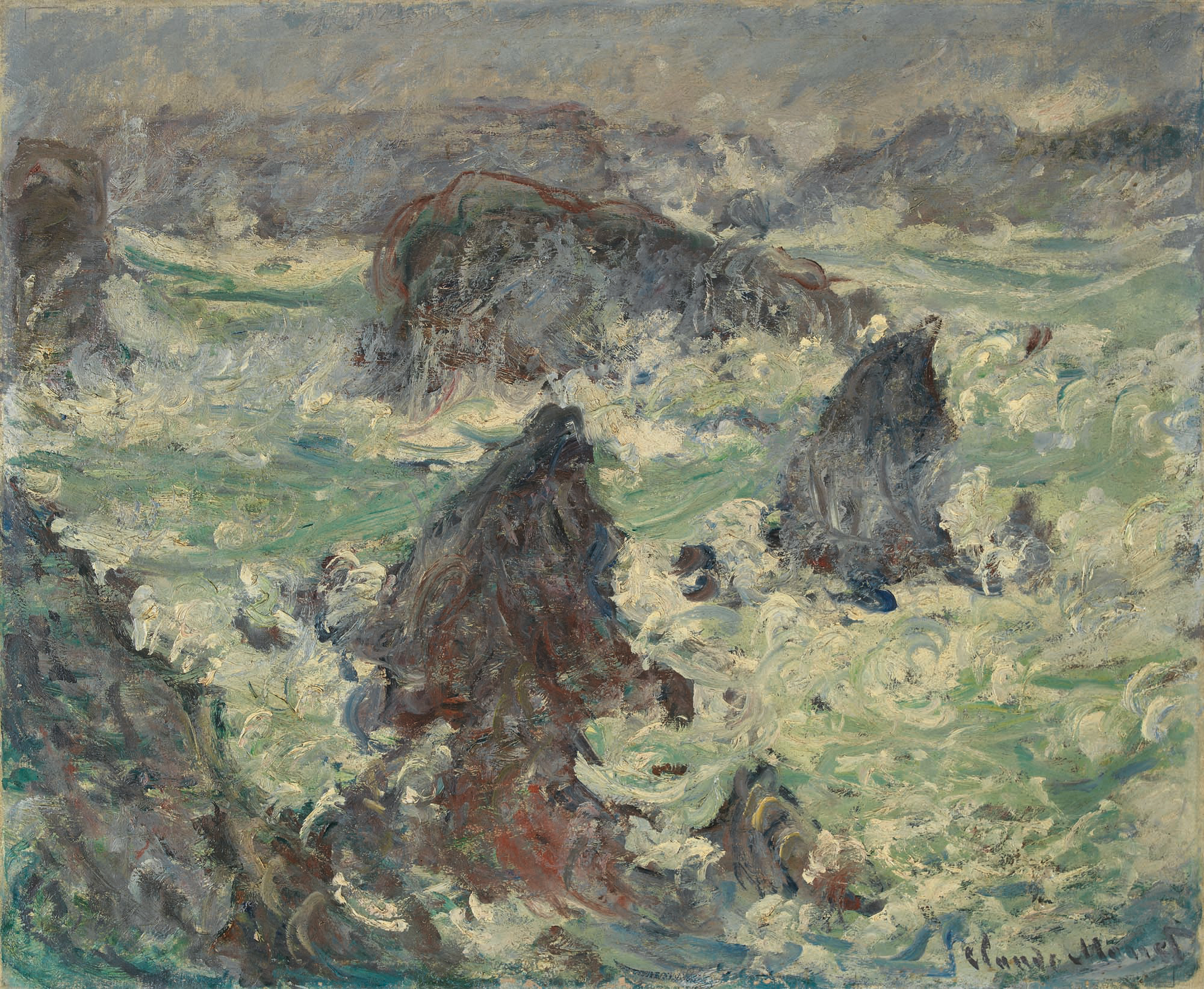
Claude Monet
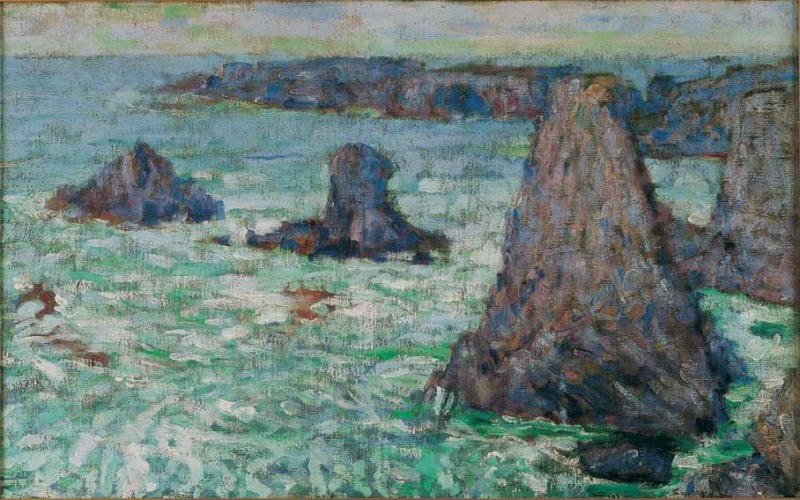
John Peter Russell